# Rahab
Rahab (רהב) is een vrouwelijk goddelijk, slangachtig wezen uit het Oude Testament en joodse folklore, geassocieerd met chaos en de zee. Vaak wordt ze beschreven als slang of draak, en als tegenstander van Jahweh in het begin der tijden. De voorstelling van chaosmonsters in de zee versus hemelgoden is een complex dat meer voorkwam in het Midden-Oosten. Rahab lijkt qua eigenschappen en rol op twee andere chaosmonsters in het Oude Testament, Tannin en Leviathan.

## Naam en etymologie
Als naam van een oerwezen wordt Rahab vermeld in Jesaja 51:9, Psalmen 89:11, Job 9:13 en 26:12, en Sirach 43:25. Als naam voor Egypte wordt Rahab gebruikt in Jesaja 30:7 en Psalmen 87:4. Het meervoud rêhâbîm komt eenmaal voor (Psalmen 40:5), en verwijst naar een groep demonen of monsters. In de diverse bijbelvertalingen wordt Rahab uiteenlopend vertaald, bijvoorbeeld als ‘walvis’, ‘bestormer’ of ‘zeemonster’.
Ondanks het wijdverbreide motief van chaosmonsters lijkt het Hebreeuwse woord rahab geen tegenhangers te hebben in andere talen. Een mogelijke uitzondering is het chaosmonster Labbu in een Babylonische tekst. Die naam kan namelijk ook worden gelezen als Rebbu. Rahab is vermoedelijk verwant aan het Hebreeuwse rhb, ‘aanvallen/bestormen’, het Akkadische ra’âbu(m), ‘schokken (van woede)’, en het daarvan afgeleide rûbu, ‘overspoelen’. De kracht en beweging van water is verbonden met woestheid, eigenschappen die Rahab heeft. 

## Achtergrond
Hoewel Rahab in het Oude Testament nauwelijks een rol speelt, streed ze samen met haar aanhangers tegen Jahweh. Tijdens die strijd wordt de hemel leeg geveegd (Job 26: 12-13). In Jesaja 51:9 wordt ze in één adem genoemd met een andere waterdraak, Tannin. God verpletterde en doorboorde ze en won de strijd. Volgens latere tradities zou Rahab op de vijfde scheppingsdag geschapen zijn, de dag dat volgens het Bijbelse scheppingsverhaal in Genesis 1 de zeedieren geschapen zijn.
De dualiteit en oerstrijd is vergelijkbaar met andere Midden-Oosterse mythen, waarin de schepping van de wereld wordt voorgesteld als een overwinning van een (storm- of hemel)god op chaosmonsters en hun aanhang die zijn geassocieerd met de zee. Dergelijke mythen zijn bekend uit de Hettitische, Ugaritische, Babylonische en Assyrische cultuur.
Een theorie is dat Rahab tijdens de joodse ballingschap in Babylon is gemodelleerd naar de reeds in joodse literatuur bekende Leviathan, onder invloed van het Babylonische scheppingsverhaal Enoema Elisj, waar de stormgod Marduk het met succes opneemt tegen het vrouwelijke watermonster Tiamat en haar aanhangers.
De reden dat Rahab in Jesaja wordt vermeld, is dat Jahwehs overwinning in oude tijden hoop geeft voor de toekomst. Wat Hij eens gedaan heeft, kan Hij opnieuw doen. De reden dat Egypte ook Rahab wordt genoemd is om een vergelijking met het chaosmonster te maken.

## Bron
- Toom, K. van der, B. Becking & P.W. van der Horst (red.). Dictionary of Deities and Demons in the Bible. Leiden: Brill, 1999.